# Microrregión de Gramado-Canela
La microrregión de Gramado-Canela es una de las microrregiones del estado brasileño del Rio Grande do Sul perteneciente a la mesorregión Metropolitana de Porto Alegre. Su población fue estimada en 2005 por el IBGE en 298.028 habitantes y está dividida en quince municipios. Posee un área total de 2.621,649 km².

## Municipios
- Canela
- Dois Irmãos
- Gramado
- Igrejinha
- Ivoti
- Lindolfo Collor
- Morro Reuter
- Nova Petrópolis
- Picada Café
- Presidente Lucena
- Riozinho
- Rolante
- Santa Maria do Herval
- Taquara
- Três Coroas